# 正法寺 (大網白里市)
正法寺（しょうぼうじ）は、千葉県大網白里市小西にある日蓮宗の本山（由緒寺院）。山号は妙高山。小西法縁縁頭寺。

## 概要
日蓮宗の檀林（小西檀林）が開かれ廃檀まで290余年間隆盛を極めた。飯高檀林・中村檀林とともに「関東三大檀林」と称された。最盛期には学僧900余人が学んでいたと記録が残る。
現住は第348世・畠山日慶貫首（茂原市實相寺より晋山）。

## 歴史
- 1458年（長禄2年）原胤継が本土寺第9世・妙高院日意を招いて正法寺を建立する。
- 1582年（天正10年）飯塚光福寺に開かれた飯塚講肆（後の飯高檀林）の通王院日裕が、正法寺第7世・妙道院日悟の招請により小西檀林を開檀する。
- 1630年（寛永7年）身池対論に小西檀林から第6世化主・守玄院日領が臨む。
- 1671年（寛文11年）徳川家綱が東金御殿の宿舎を移築する。
- 1678年（延宝6年）徳川家綱が二百両を寄進し中門を建立する。
- 1872年（明治5年）学制発布により小西檀林が廃檀となる。
- 1873年（明治6年）大火により七堂六殿五棟の大半が焼失。講堂（現 本堂）・中門・総門のみが残る。

## 文化財
- 講堂（大網白里市指定有形文化財）
- 中門（大網白里市指定有形文化財）
- 扁額（大網白里市指定有形文化財）
- 原胤継の墓（大網白里市指定有形文化財）

## 支院・塔頭
江戸時代には本行寺・教蔵寺・徳性寺・蓮乗寺・幽玄院の五院があったが、現存しているのは教蔵寺と徳性寺のみである。

## 旧末寺
日蓮宗は1941年（昭和16年）に本末を解体したため、現在では旧本山・旧末寺と呼びならわしている。
- 高照山経蔵寺（千葉県大網白里市小西）塔頭
- 寂照山蓮乗寺（岩手県上閉伊郡大槌町末広町）
- 妙法山円融寺（千葉県大網白里市養安寺）
- 経王山海潮寺（千葉県東金市山口）
- 宝樹山常安寺（千葉県東金市山口）
- 宝樹山福相寺（千葉県東金市山口）
- 常照山長國寺（千葉県佐倉市飯塚）
- 大黒山徳性寺（長崎県雲仙市吾妻町栗林名）旧 塔頭

## 法縁
小西檀林から発生した小西法縁は当山を縁頭寺とし三学寮五法脈六本山を擁する。三学寮とは藻原谷・江戸谷・伊豆谷に分かれた学寮であり、そこから法恩寺法脈・一乗寺法脈・幸龍寺法脈・本法寺法脈・浄心寺法脈の五法脈が発生した。また出世寺として正法寺を含む六本山が存在する。
- 六本山
  - 妙高山正法寺（千葉県大網白里市小西）
  - 常在山藻原寺（千葉県茂原市茂原）　藻原谷系
  - 大成山本立寺（静岡県伊豆の国市韮山）　伊豆谷系
  - 徳栄山妙法寺（山梨県南巨摩郡富士川町小室）　江戸谷系
  - 大野山本遠寺（山梨県南巨摩郡身延町大野）　藻原谷系
  - 白雲山報恩寺（和歌山県和歌山市吹上）　藻原谷系
- 五法脈
  - 法恩寺法脈…平河山法恩寺（東京都墨田区太平） 旧本山は六条本圀寺。藻原谷に属する。
  - 一乗寺法脈…大法山一乗寺（東京都台東区谷中） 旧本山は茂原藻原寺。藻原谷に属する。
  - 幸龍寺法脈…妙祐山幸龍寺（東京都世田谷区北烏山） 旧本山は六条本圀寺。江戸谷に属する。
  - 本法寺法脈…長瀧山本法寺（東京都台東区谷中） 旧本山は平賀本土寺。江戸谷に属する。
  - 浄心寺法脈…法苑山浄心寺（東京都江東区平野） 旧本山は身延山久遠寺。江戸谷に属する。

## 交通アクセス
- JR東日本東金線福俵駅もしくは外房線大網駅から車で約10分